# 今西幹一
今西 幹一（いまにし かんいち、1936年2月26日 - 2009年5月1日）は、日本の国文学者。近代文学、とりわけ近代詩歌・短歌研究を専門とし、佐藤佐太郎・正岡子規など歌人研究に業績をあげた。元二松学舎大学学長・名誉教授。『佐藤佐太郎短歌の研究―佐藤佐太郎と昭和期の短歌』により、第6回日本歌人クラブ評論賞を受賞。

## 略歴
大阪市出身。大阪府立高津高等学校を経て、1967年に関西学院大学大学院文学研究科修士課程日本文学専攻を修了、1970年に同博士課程単位取得満期退学。大阪府立箕面高等学校教諭などのかたわら、研究に従事。1976年より山梨英和短期大学助教授、1982年同教授、1988年より二松学舍大学の教授。2005年から2009年まで同学長。

## 著書
- 短歌シリーズ・人と作品 佐藤佐太郎　桜楓社、1981
- 佐藤佐太郎の短歌の世界　桜楓社、1985
- 子規百首・百句　和泉書院、1990
- 正岡子規の短歌の世界　有精堂出版、1990
- 文人短歌1・2　朝文社、1992
- 佐藤佐太郎短歌の研究　おうふう、2007
- 佐藤佐太郎短歌の諸相　おうふう、2010